# Champ-Dolent
Champ-Dolent est une commune française située dans le département de l'Eure, en région Normandie.

## Géographie

### Localisation
Village du pays d'Ouche.
| Glisolles                          |                                   |                        |
| Le Val-Doré (comm. dél. du Fresne) | Champ-Dolent                      | Gaudreville-la-Rivière |
|                                    | Le Val-Doré (comm. dél. d'Orvaux) |                        |

### Hydrographie
La commune est située dans le bassin Seine-Normandie. Elle n'est drainée par aucun cours d'eau,.

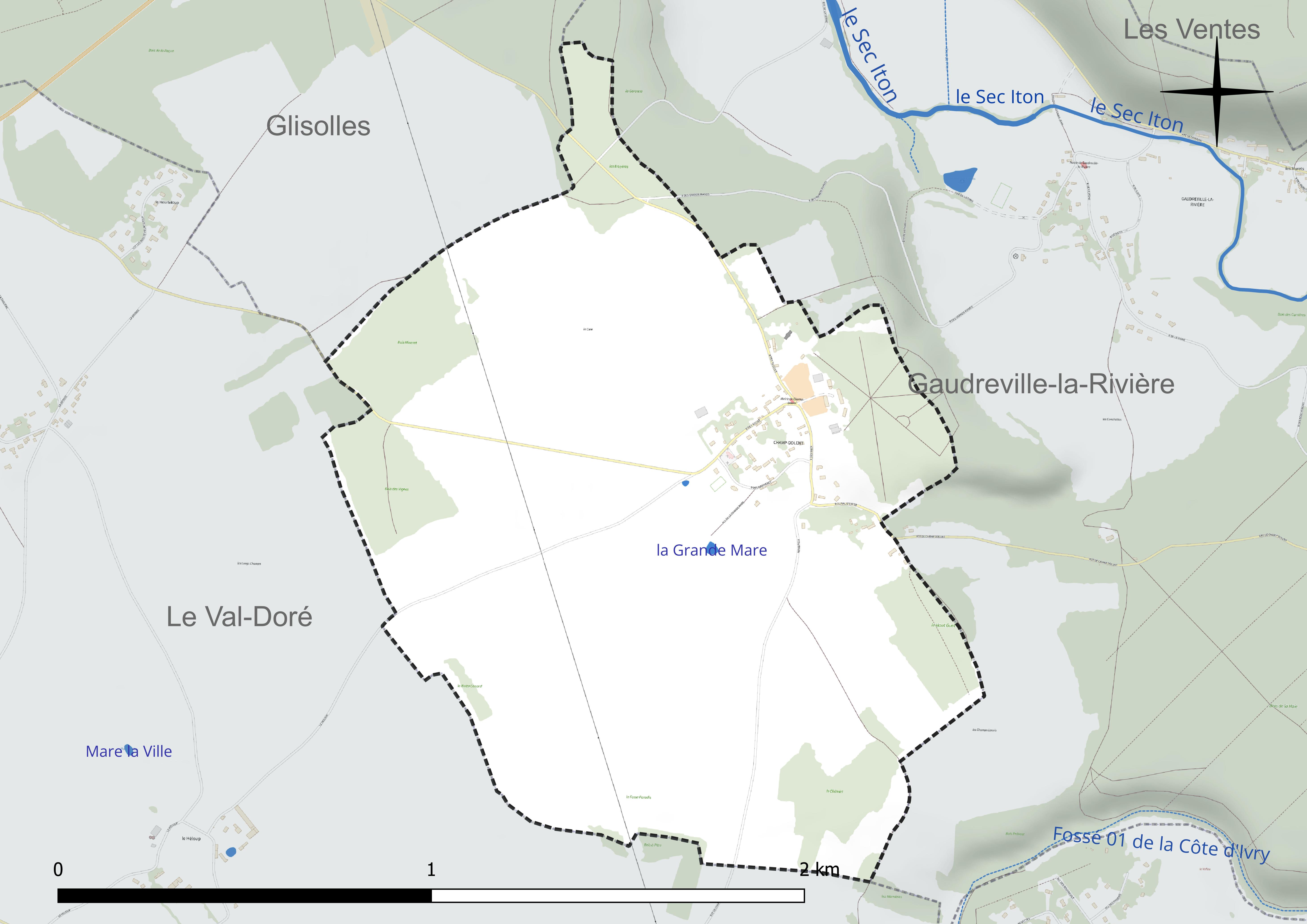
Réseau hydrographique de Champ-Dolent.

Un plan d'eau complète le réseau hydrographique : la Grande Mare (0,1 ha),.

### Climat
Pour des articles plus généraux, voir Climat de la Normandie et Climat de l'Eure.
En 2010, le climat de la commune est de type climat océanique dégradé des plaines du Centre et du Nord, selon une étude du CNRS s'appuyant sur une série de données couvrant la période 1971-2000. En 2020, Météo-France publie une typologie des climats de la France métropolitaine dans laquelle la commune est exposée à un climat océanique et est dans la région climatique  Côtes de la Manche orientale, caractérisée par un faible ensoleillement (1 550 h/an) ; forte humidité de l’air (plus de 20 h/jour avec humidité relative > 80 % en hiver), vents forts fréquents. Parallèlement le GIEC normand, un groupe régional d’experts sur le climat, différencie quant à lui, dans une étude de 2020, trois grands types de climats pour la région Normandie, nuancés à une échelle plus fine par les facteurs géographiques locaux. La commune est, selon ce zonage, exposée à un « climat des plateaux abrités », correspondant aux plaines agricoles de l’Eure, avec une pluviométrie beaucoup plus faible que dans la plaine de Caen en raison du double effet d’abri provoqué par les collines du Bocage normand et par celles qui s’étendent sur un axe du Pays d'Auge au Perche.
Pour la période 1971-2000, la température annuelle moyenne est de 10,4 °C, avec  une amplitude thermique annuelle de 14,2 °C. Le cumul annuel moyen de précipitations est de 645 mm, avec 10,7 jours de précipitations en janvier et 8 jours en juillet. Pour la période 1991-2020, la température moyenne annuelle observée sur la station météorologique la plus proche, située sur la commune de Guichainville à 13 km à vol d'oiseau, est de 11,1 °C et le cumul annuel moyen de précipitations est de 659,6 mm,. Pour l'avenir, les paramètres climatiques de la commune estimés pour 2050 selon différents scénarios d’émission de gaz à effet de serre sont consultables sur un site dédié publié par Météo-France en novembre 2022.

## Urbanisme

### Typologie
Au 1er janvier 2024, Champ-Dolent est catégorisée commune rurale à habitat très dispersé, selon la nouvelle grille communale de densité à 7 niveaux définie par l'Insee en 2022.
Elle est située hors unité urbaine. Par ailleurs la commune fait partie de l'aire d'attraction d'Évreux, dont elle est une commune de la couronne,. Cette aire, qui regroupe 108 communes, est catégorisée dans les aires de 50 000 à moins de 200 000 habitants,.

### Occupation des sols
L'occupation des sols de la commune, telle qu'elle ressort de la base de données européenne d’occupation biophysique des sols Corine Land Cover (CLC), est marquée par l'importance des territoires agricoles (79,4 % en 2018), une proportion identique à celle de 1990 (79,4 %). La répartition détaillée en 2018 est la suivante : 
terres arables (79,4 %), forêts (20,6 %). L'évolution de l’occupation des sols de la commune et de ses infrastructures peut être observée sur les différentes représentations cartographiques du territoire : la carte de Cassini (XVIIIe siècle), la carte d'état-major (1820-1866) et les cartes ou photos aériennes de l'IGN pour la période actuelle (1950 à aujourd'hui).

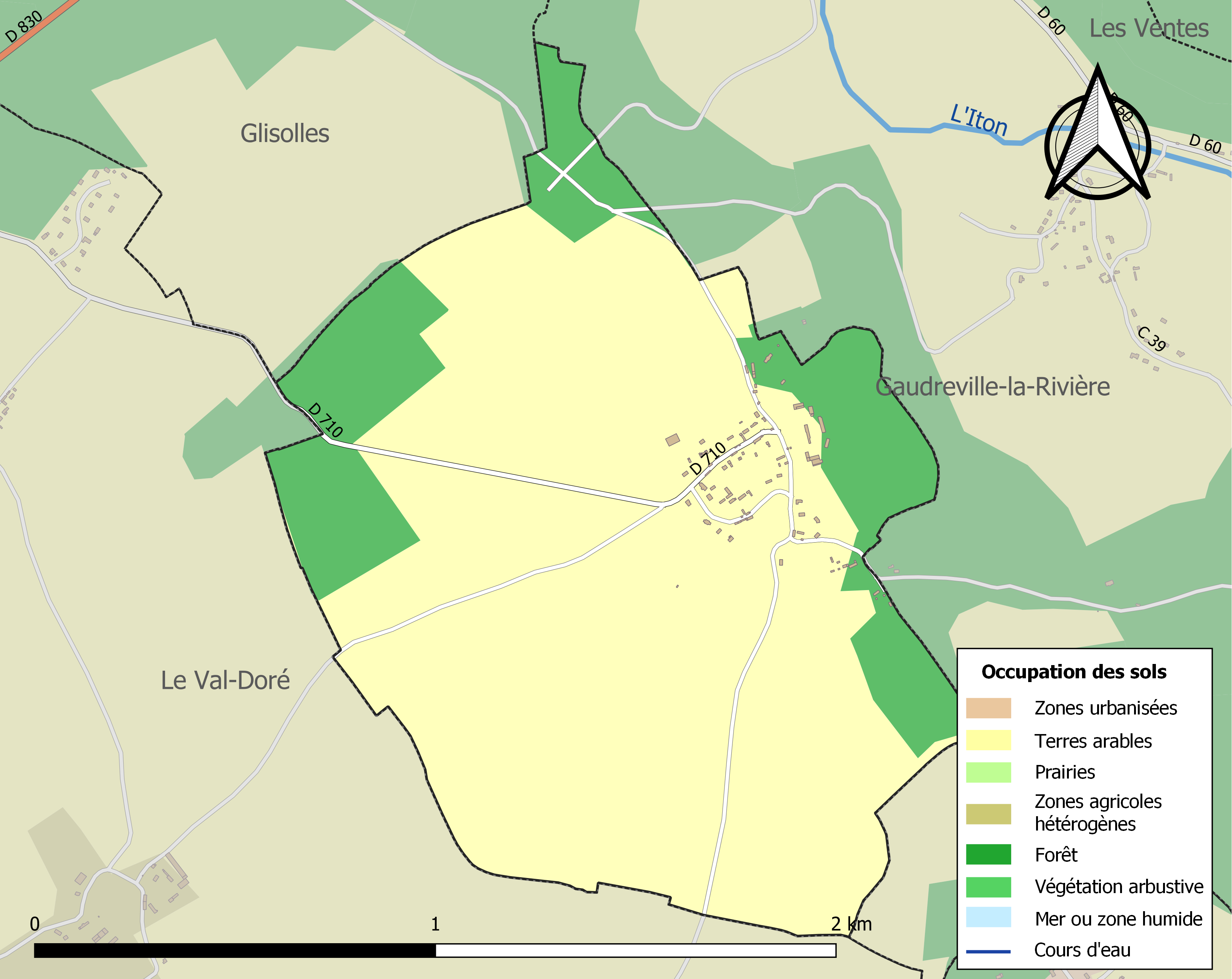
Carte des infrastructures et de l'occupation des sols de la commune en 2018 (CLC).

## Toponymie
Le nom de la localité est attesté sous les formes latinisées Campus Dolens en 1093, Campus Dollent en 1183 (charte de Raoul de Bois-Hubert), Campus Dolens en 1093, Campo Dolent en 1194, Chandolent en 1737.
Il s'agit d'une formation toponymique médiévale en Champ-, suivi de l'ancien français dolent « pénible », d'où le sens global de « champ pénible (à travailler) »,.
Selon des ouvrages du XIXe siècle, le nom Campus Dolent serait une allusion à une bataille qui eut lieu à cet endroit lors de la guerre que l'on qualifie de guerre des belles dames,, et qui se déroula en 1087 entre le seigneur de Conches-en-Ouche et le comte d'Évreux. D’où la légende toponymique qui traduit Campus Dolent par « terre de douleur » par rapport au nombre de morts et de blessés qui firent se lamenter toute la population. Cependant, il y a de très nombreux toponymes et microtoponymes (le) Champ Dolent en France, lieux qui ne sont marqués par aucune bataille (par exemple : Champ-Dolent, Bretagne; Champdolent, Charente), il s’agit tout au plus d’une coïncidence, c’est pourquoi cette interprétation est exclue par les toponymistes.
Remarque : Champ-Dolent se trouvant au sud de la ligne Joret, Champ a une phonétique de type français central, en revanche, dans Camembert (Orne) (Orne, Campo Maimberti fin XIIe siècle), c'est la forme normanno-picarde qui a prévalu.

## Politique et administration
| Période                                  | Période  | Identité        | Étiquette | Qualité |
| ---------------------------------------- | -------- | --------------- | --------- | ------- |
| avant 2002                               | ?        | Stéphane Duyck  | DVD       |         |
| octobre 2010                             | En cours | Philippe Lefort | UMP-LR    | Employé |
| Les données manquantes sont à compléter. |          |                 |           |         |

## Démographie
L'évolution du nombre d'habitants est connue à travers les recensements de la population effectués dans la commune depuis 1793. Pour les communes de moins de 10 000 habitants, une enquête de recensement portant sur toute la population est réalisée tous les cinq ans, les populations de référence des années intermédiaires étant quant à elles estimées par interpolation ou extrapolation. Pour la commune, le premier recensement exhaustif entrant dans le cadre du nouveau dispositif a été réalisé en 2008.

En 2022, la commune comptait 63 habitants, en évolution de −8,7 % par rapport à 2016 (Eure : −0,25 %, France hors Mayotte : +2,11 %).
| 1793 | 1800 | 1806 | 1821 | 1831 | 1836 | 1841 | 1846 | 1851 |
| ---- | ---- | ---- | ---- | ---- | ---- | ---- | ---- | ---- |
| 50   | 62   | 88   | 90   | 75   | 71   | 63   | 68   | 73   |

| 1856 | 1861 | 1866 | 1872 | 1876 | 1881 | 1886 | 1891 | 1896 |
| ---- | ---- | ---- | ---- | ---- | ---- | ---- | ---- | ---- |
| 78   | 70   | 63   | 52   | 60   | 55   | 57   | 63   | 59   |

| 1901 | 1906 | 1911 | 1921 | 1926 | 1931 | 1936 | 1946 | 1954 |
| ---- | ---- | ---- | ---- | ---- | ---- | ---- | ---- | ---- |
| 60   | 55   | 55   | 42   | 48   | 48   | 35   | 37   | 44   |

| 1962 | 1968 | 1975 | 1982 | 1990 | 1999 | 2006 | 2008 | 2013 |
| ---- | ---- | ---- | ---- | ---- | ---- | ---- | ---- | ---- |
| 54   | 40   | 41   | 45   | 45   | 40   | 48   | 50   | 68   |

| 2018 | 2022 | - | - | - | - | - | - | - |
| ---- | ---- | - | - | - | - | - | - | - |
| 64   | 63   | - | - | - | - | - | - | - |

## Culture locale et patrimoine

### Lieux et monuments
- L'église Notre-Dame de Champ-Dolent est inscrite au titre des Monuments historiques  Inscrit MH (2010)[27].
Compte tenu de la réalisation en 1967 d'une série de 8 vitraux due à François Décorchemont, l'édifice bénéficie du label « Patrimoine du XXe siècle »[28].

### Patrimoine naturel
La forêt d'Évreux (dont une partie se trouve comprise sur le territoire de la commune), est en zone naturelle d'intérêt écologique, faunistique et floristique.

### Héraldique
| Armes de Champ-Dolent | Ces armes peuvent se blasonner ainsi aujourd'hui : d'argent à l'arbre terrassé de sinople, un sanglier de sable, allumé et défendu du champ, brochant sur le fût de l'arbre. |